# 木棉科
木棉科（学名：Bombacaceae）是个过时的分类，曾长期被用来归类木棉属等多个乔木类群，但由于存在并系群问题，因此自1998年起就被被子植物APG分类法（APG I）归类为锦葵科（Malvaceae）的一部分，其下原有的成员被分别归类到木棉亚科、山芝麻亚科之中。
在与锦葵科合并前，约有20-30属归类于此，180-250余种，广泛分布于全球热带地区，以美洲种类最多，中国有5属，6种，分布在云南、广东和广西各地。
木棉科植物皆为落叶乔木，樹幹粗壮，最高如爪哇木棉（Ceiba pentandra）可高达70米 ；叶互生，单叶或为指状复叶；花两性，大型，辐射对称，单生或聚生；花萼杯状，花瓣伸长，覆瓦状排列；果实为蒴果，种子有绵毛。
许多品种的木材有经济价值，有的可以提取纤维，如木棉（Kapok）；南美轻木（Ochroma lagopus）是世界上最轻的木材；榴莲（Durian），马来亚的著名水果；猴面包树（Bao-bab），在非洲和澳洲干旱地区的品种，树幹中贮藏大量水分。1981年的克朗奎斯特分类法将本科放到锦葵目中，1998年根据基因亲缘关系分类的APG 分类法和2003年经过修订的APG II 分类法将本科合并到锦葵科中，列为木棉亚科。

## 分类

### 沿革
在与锦葵科合并前，本科包含的属有：
- 猴面包树属 Adansonia L.
- Aguiaria Ducke
- Bernoullia Oliv.
- 木棉属 Bombax L. 8种，木棉（B.ceiba）等
- Catostemma Benth.
- Cavanillesia Ruiz & Pav.
- 爪哇木棉屬（吉貝屬） Ceiba Mill. 10–20种，美人樹（C. speciosa）等
- Chiranthodendron Larreat.
- Eriotheca Schott & Endl.
- Fremontodendron Coville
- Gyranthera Pittier
- Huberodendron Ducke
- Matisia Bonpl.
- Neobuchia Urb.
- 轻木属 Ochroma Sw.
- 馬拉巴栗属 Pachira Aubl.
- Patinoa Cuatrec.
- Pentaplaris L.O.Williams & Standl.
- Phragmotheca Cuatrec.
- 假木棉属 Pseudobombax Dugand 20种，修面刷树（P. ellipticum）等
- Quararibea Aubl.
- Scleronema Benth.
- Septotheca Ulbr.
- Spirotheca Ulbr.

原榴梿属植物自Heywood et al. 2007后分类于锦葵科山芝麻亚科榴槤族之下
- Boschia Korth.
- Coelostegia Benth.
- Cullenia Wight
- Kostermansia Soegeng
- Neesia Blume

自Heywood et al. 2007后分类于锦葵科之下的属
- Camptostemon Mast.

自Kubitzki 2003之后认为是异名的属
- Bombacopsis Pittier = Pachira Aubl.
- Chorisia Kunth = Ceiba Mill.
- Rhodognaphalon (Ulbr.) Roberty = Pachira Aubl.

Kubitzki未包含之属
- Lahia Hassk., synonym of Durio